# 小川乡 (十堰市)
小川乡，是中华人民共和国湖北省十堰市茅箭区下辖的一个乡镇级行政单位。

## 行政区划
小川乡下辖以下地区：